# Contea di Poinsett
La contea di Poinsett, in inglese Poinsett County, è una contea dello Stato dell'Arkansas, negli Stati Uniti. La popolazione al censimento del 2000 era di 25 614 abitanti. Il capoluogo di contea è Harrisburg.

## Storia
La contea di Poinsett fu costituita nel 1838.